# A nagy fehérség
A nagy fehérség (eredeti címén: The Big White) egy 2005-ös amerikai krimi-vígjáték Robin Williams és Holly Hunter főszereplésével.

## Történet
Paul Barnell (Robin Williams) hullát talál a szemetesben. Mivel anyagi gondjai vannak, arra gondol, hogy a halott fogja jelenteni a megoldást a problémáira: Paul öccse ugyanis évek óta eltűnt, de mivel nem lett meg a holttest, a biztosító nem fizetett. Azonban a hulla egyáltalán nem hasonlít, volt testvéréhez, így komoly "átalakításon" megy át a halott. A biztosító, miután kifizette a biztosítási összeget, nem nagyon hisz Barnell igazában, így nyomozni kezd. Azonban nem csak ő, hanem még két nehézfiú is keresni kezdi a hullát, ugyanis nem értik, hova tűnt a kukába tárolt áldozatuk.

## Szereplők
- Robin Williams – Paul Barnell
- Holly Hunter – Margaret Barnell
- Giovanni Ribisi – Ted Waters
- Tim Blake Nelson – Gary
- W. Earl Brown – Jimbo
- Woody Harrelson – Raymond Barnell
- Alison Lohman – Tiffany